# FC Turbostroitel Kaluga
FC Turbostroitel Kaluga (tiếng Nga: ФК Турбостроитель Калуга) là một đội bóng đá Nga đến từ Kaluga.
Độ tuyển chơi rất chuyên nghiệp chuyên nghiệp từ 1992 đến 1996. Kết quả tốt nhất của họ là vị trí thứ 6 trong khu vực 3 của Sư đoàn 2 Nga năm 1993, Cup   - 1/32 Chung kết bốc thăm năm 1993/94.